# Territ menut comú

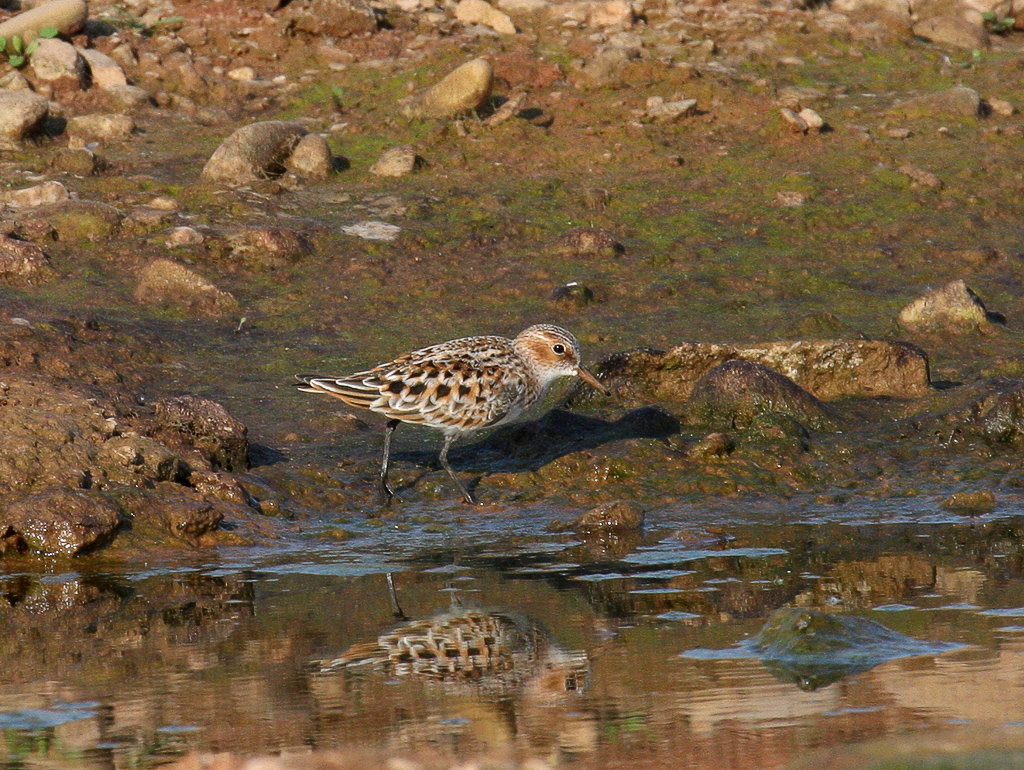
Territ menut

El territ menut o terretitona (Calidris minuta) és una espècie d'ocell de l'ordre dels caradriformes i el més petit dels territs.

## Morfologia
- Fa 13,5 cm de llargària total.
- És més rogenc a l'estiu i més blanquinós a l'hivern que la terretita.
- Potes negres.
- En vol presenta una franja alar molt estreta.

## Reproducció
Pon 3-5 ous i pot fer dues postes.

## Alimentació
Com tots els limícoles, aprofita els sòls tous per a extreure'n els petits invertebrats que són la base de la seua alimentació.

## Distribució geogràfica
Viu al nord de Noruega, Rússia (incloent-hi Sibèria), i hiverna a Àfrica, Àsia i algunes àrees de l'Europa meridional.

## Costums
És comú en migració, a l'hivern, a les zones humides continentals dels Països Catalans, i molt més rar a les Balears. És gregari a l'hivern i forma grans estols. És polígam.

## Observacions
Les poblacions d'aquest ocell depèn de les poblacions de lèmmings, ja que si n'hi ha pocs d'aquests darrers, les aus depredadores com el duc blanc i els paràsits escolliran territs menuts com a potencials preses.